# Episodi di Kaiju No. 8

Il logo della serie

Kaiju No. 8 è una serie televisiva anime basata su un manga giapponese con lo stesso nome. La serie televisiva è prodotta da Production I.G, con lo Studio Khara che si occupa del design dei kaiju e degli artwork. È diretta da Shigeyuki Miya|e Tomomi Kamiya, con dialoghi di Ichirō Ōkouchi, character design e direzione delle animazioni di Tetsuya Nishio, direzione artistica di Shinji Kimura, design dei mostri di Mahiro Maeda e colonna sonora di Yuta Bandoh.
La prima stagione di questa serie animata copre i primi ~34/35 capitoli del manga in 12 episodi ancora in corso.
La serie ha debuttato il 13 aprile 2024 su TV Tokyo e le sue affiliate, assieme alla trasmissione simultanea su Twitter in Giappone. La trasmissione si è conclusa il 29 giugno 2024. La sigla di apertura è intitolata Abyss ed è suonata da Yungblud, mentre quella di chiusura è Nobody degli OneRepublic.
Crunchyroll possiede la licenza per la trasmissione in streaming, con le versioni sottotitolare pubblicate un’ora dopo la trasmissione in Giappone.
Nel giugno 2024 è stato annunciato un seguito dell'anime. Nell'agosto 2024 è stata annuncia la seconda stagione, che viene trasmessa a partire dal 19 luglio 2025. La sigla d'apertura è You Can't Run From Yourself di Aurora, mentre quella di chiusura è Beautiful Colors dei OneRepublic.
È stato inoltre annunciato un film compilation della prima stagione, Kaiju No. 8: Mission Recon, e un episodio originale, Il giorno libero di Hoshina (保科の休日?, Hoshina no kyūjitsu), che sono stati proiettati insieme nei cinema giapponesi per tre settimane a partire dal 28 marzo 2025. L'episodio Il giorno libero di Hoshina è andato in onda su TV Tokyo e affiliate il 5 luglio dello stesso anno. È stato anche annunciato che il film sarebbe stato proiettato a livello internazionale. In Italia è stato proiettato dal 14 al 16 aprile 2025. Crunchyroll trasmetterà la seconda stagione in streaming.

## Lista episodi

### Prima stagione
| Nº serie | Nº | Titolo italiano Giapponese 「Kanji」 - Rōmaji | In onda        | In onda        |
| Nº serie | Nº | Titolo italiano Giapponese 「Kanji」 - Rōmaji | Giapponese     | Italiano       |
| 1        | 1  | L'uomo diventato kaiju 「怪獣になった男」 - Kaijū ni natta otoko | 13 aprile 2024 | 13 aprile 2024 |
| 1        | 1  | Kafka Hibino lavora nel servizio di pulizia che elimina le carcasse dei kaiju dopo che sono stati uccisi dalla Forza di Difesa Anti-Kaiju, un’organizzazione militare che protegge il Giappone. Desideroso inizialmente di fare parte della Forza di Difesa, Kafka ha rinunciato dopo non avere superato l’esame di selezione ed essere diventato troppo vecchio. Tuttavia viene a conoscenza che recentemente la Forza di Difesa ha aumentato l’età per il reclutamento a 33 anni, rendendolo nuovamente candidabile. Kafka e il suo nuovo collega e aspirante membro della Forza di Difesa, Reno Ichikawa, sono attaccati da uno yoju mentre sono al lavoro. Dopo essere fuggiti, i due sono salvati dalla Terza Divisione della Forza di Difesa, guidata dal Capitano Mina Ashiro, un’amica d’infanzia di Kafka con il quale si erano scambiati la promessa di combattere i kaiju insieme. Più tardi mentre sono ricoverati in ospedale, grazie all'incoraggiamento di Reno, Kafka decide di provare a entrare nella forza di difesa un’ultima volta. Proprio in quell momento, Kafka viene attaccato da un kaiju parassita che entra nel suo corpo attraverso la bocca e lo trasforma in un ibrido umano-kaiju. Un paziente avverte della posizione, costringendo lui e Reno a fuggire. Nella scena dopo la sigla finale, a Mina viene ordinato di radunare la sua squadra ed eliminare il kaiju che si trova all'ospedale. |                |                |
| 2        | 2  | Il kaiju che abbatte i kaiju 「怪獣を倒す怪獣」 - Kaijū o taosu kaijū | 20 aprile 2024 | 20 aprile 2024 |
| 2        | 2  | Mentre Mina ordina alla sua squadra di dirigersi verso il luogo in cui è stato avvistato il kaiju, Kafka e Reno lasciano l’ospedale per nascondersi dalla Forza di Difesa. Durante la fuga, Kafka percepisce uno yoju che emerge dal sottosuolo e attacca una casa nelle vicinanza, intrappolando una donna e sua figlia. Kafka così uccide lo yoju salvando le due persone, con la figlia che lo ringrazia per l’aiuto, cosa che rinforza il suo proposito di unirsi alla Forza di Difesa. Dopo essere tornato in forma umana, Kafka e Reno fuggono. Tre mesi dopo, a Kafka viene dato il nome in codice di "Kaiju No. 8" poiché è sfuggito alla cattura. Nel frattempo lui e Reno hanno superato la prima fase di ammissione. I due si recano al luogo della seconda parte dell’esame, dove incontrano Kikoru Shinomiya, un’altra recluta, che nota che Kafka odora come un kaiju. |                |                |
| 3        | 3  | Rivincita 「リベンジマッチ」 - Ribenji Matchi | 27 aprile 2024 | 27 aprile 2024 |
| 3        | 3  | Reno dice a Kikoru che lui e Kafka ripuliscono i cadaveri dei Kaiju, spiegando perciò l’odore e dissipando i suoi dubbi. Kafka e Reno iniziano la parte fisica del test, che Kafka supera a malapena, dopo di che passano alla fase attitudinale. Il supervisore dell’esame, il vice capitano della Terza Divisione, Soshiro Hoshina, spiega che le reclute devono eliminare un gran numero di yoju guidati da un honju, un kaiju più grande e più forte, nell’area di allenamento. Alle reclute vengono fornite tute potenzianti, fatte con le fibre muscolari dei kaiju, che accrescono le loro capacità fisiche. Ogni tuta è dotata di uno scudo protettivo che, se attività, comporta il fallimento del test. Le tute indicano il potere combattivo espresso in percentuale, con Kafka che è l’unica recluta con lo 0%. Malgrado ciò, Kafka utilizza la sua conoscenza dei kaiju per supportare i compagni nell’eliminare i bersagli, fino al momento in cui uno yoju lo attacca e lo ferisce. Appena prima che gli venga attivato lo scudo protettivo, Kafka viene salvato da Kikoru, dopo Soshiro gli consiglia di ritirarsi per le ferite riportate. Kafka si rifiuta e sceglie di continuare, con Mina che osserva i suoi progressi. |                |                |
| 4        | 4  | Fortitudo 9.8 「フォルティチュード9.8」 - Forutichūdo 9.8 | 4 maggio 2024  | 4 maggio 2024  |
| 4        | 4  | Kafka e Reno provano a supportare le altre reclute poiché hanno un basso potere combattivo per ferire i nemici. Kikoru supera i compagni eliminando tutti gli yoju e l’honju, terminando il test attitudinale. Mentre sta per fare ritorno dagli altri, viene attaccata da un kaiju umanoide intelligente che rivitalizza tutti gli yoju e l’honju per attaccare Kikoru. Kafka appare e si trasforma, uccidendo l’honju e salvando la vita di Kikoru. La Forza di Difesa rileva il livello di fortitudo di Kafka che è 9.8, il quale viene interpretato come un errore della strumentazione. Mina e Soshiro indagano sull’honju distrutto, con Soshiro che sospetta essere connesso con lo yoju ucciso da Kafka tre mesi prima. Mentre Kikoru è ricoverata in ospedale, Soshiro le chiede se sia stata proprio lei a uccidere il rinato honju. Kikoru per proteggere la doppia identità mente e risponde affermativamente. In seguito, il kaiju umanoide ascolta dell’incidente al notiziario, assumendo poi la forma umana di un addetto alle pulizie dei kaiju. |                |                |
| 5        | 5  | Ingresso in squadra! 「入隊！」 - Nyūtai! | 11 maggio 2024 | 11 maggio 2024 |
| 5        | 5  | Con il termine del test, Reno e Kikoru entrano nella Forza di Difesa come membri regolari mentre Kafka è accettato come cadetto in modo da poter raggiungere il livello degli altri membri su richiesta di Soshiro, che mette in luce i suoi contributi nel test attitudinale al comitato di selezione. Segretamente, tuttavia, Soshiro sospetta che Kafka stia nascondendo qualcosa dal momento che i suoi parametri vitali non erano stati registrati quando il livello di fortitudo di 9.8 è comparso durante l'esame. Kikoru parla con Kafka e Reno riguardo ai poteri di Kafka e promette di mantenere il segreto. Il trio continua ad allenarsi, migliorando lentamente il suo potere. Kafka e Reno fanno amicizia con le reclute Iharu Furuhashi, Haruichi Izumo e Aoi Kaguragi con Kafka che rivela che lui e Mina sono amici d'infanzia, cosa udita da Soshiro. Successivamente, Kafka e Soshiro parlano della promessa di Kafka a Mina di essere al suo fianco, cosa che Soshiro interpreta come se gli volesse soffiare il ruolo di vice-capitano. La loro conversazione viene interrotta da un allarme che indica la comparsa di un nuovo kaiju e Kafka si prepara per la sua prima missione. |                |                |
| 6        | 6  | L'operazione di soppressione di Sagamihara all'alba 「夜明けの相模原討伐作戦」 - Yoake no Sagamihara tōbatsu sakusen | 18 maggio 2024 | 18 maggio 2024 |
| 6        | 6  | La Terza Divisione inizia l'operazione per eliminare un grande honju a forma di fungo che emerge a Sagamihara. Mina utilizza la sua arma personale, per eliminare l'honju. La sua distruzione rilascia uno sciame di yoju più piccoli che si disperdono per la città. A Kafka e al resto della divisione viene affidato il compito di eliminarli per impedire ulteriore distruzione. Kafka fatica in combattimento a causa del suo basso potere così disseziona uno yoju morto, scoprendo il suo nucleo e degli organi riproduttivi che permettono di aumentare i suoi numeri dopo la morte. Soshiro ringrazia Kafka per l'aiuto e l'informazione viene condivisa con gli altri plotoni. Mentre Reno e Iharu eliminano gli yoju in una parte della città, incontrano il kaiju umanoide che aveva attaccato Kikoru durante l'esame. Nella sua forma umana, questi si chiede come abbia fatto la Forza di Difesa a scoprire dell'anatomia degli yoju. |                |                |
| 7        | 7  | Kaiju No. 9 「怪獣９号」 - Kaijū 9-gō | 25 maggio 2024 | 25 maggio 2024 |
| 7        | 7  | Il kaiju umanoide attacca Reno e Iharu, ferendo gravemente il secondo. Reno tenta di contattare il resto della Terza Divisione ma il kaiju umanoide rivela di avere formato uno “spazio mimetico” che blocca le comunicazioni e gli permette di rimanere nascosto dalla Forza di Difesa. Reno e Iharu provano a sconfiggerlo ma vengono facilmente battuti. Mentre stanno per essere uccisi, giunge Kafka e batte facilmente il kaiju. Tuttavia, appaiono un paio di membri della Terza Divisione, impedendo a Kafka di finirlo, permettendogli la fuga. Kafka fugge via per nascondersi in un vicolo, dove viene trovato da Soshiro che lo attacca e lo accusa di avere ferito Reno e Iharu. Soshiro rimuove il limitatore di forza dalla sua tuta così da poter combattere a piena potenza e informa la Terza Divisione che sta neutralizzando il Kaiju No. 8. |                |                |
| 8        | 8  | Benvenuto nelle Forze di Difesa 「防衛隊へようこそ」 - Bōei-tai e yōkoso | 1º giugno 2024 | 1º giugno 2024 |
| 8        | 8  | Kafka tenta da difendersi abbastanza a lungo da poter fuggire senza ferire il vice capitano. Soshiro localizza il nucleo di Kafka e tenta di distruggerlo ma Kafka riesce a contrastare i suoi attacchi, spezzando una spada del vice capitano e fuggendo via, evitando la cattura. Soshiro informa Mina che il Kaiju No. 8 potrebbe essere un kaiju maggiore, una forma più rara e potente. Il kaiju umanoide, ora identificato dalla Forza di Difesa come Numero 9, uccide un uomo, ne prende le sembianze e decise di nascondersi. Con la missione terminata, Kafka e Kikoru visitano Reno e Iharu che sono ricoverati in ospedale. La Terza Divisione tiene una festa per celebrare i suoi successi e la guarigione di Reno e Iharu. Soshiro annuncia che Kafka è ora un membro ufficiale della Forza di Difesa grazie ai suoi contributi nella missione e in seguito viene promosso da Mina, che informa Kafka che ciò è stato fatto su raccomandazione di Soshiro. Mentre Mina lascia la base per avere un incontro al quartier generale sul Kaiju No. 9, Kafka osserva Soshiro allenarsi e lo ringrazia per la sua fiducia. Mentre sta avvenendo ciò, nei cieli sopra la base un gruppo di kaiju volanti guidati da un kaiju umanoide si prepara ad attaccare la base della Terza Divisione. |                |                |
| 9        | 9  | Assalto alla base di Tachikawa 「立川基地襲撃」 - Tachikawa kichi shūgeki | 8 giugno 2024  | 8 giugno 2024  |
| 9        | 9  | Il gruppo di kaiju volanti atterra sulla base della Terza Divisione e inizia il suo assalto. Soshiro guida i difensori mentre Mina è assente al quartier generale. Kafka identifica i kaiju come di tipo pterosauro e condivide questa informazione con Soshiro. Il loro comandante è identificato come un kaiju umanoide intelligente con un livello di fortitudo di 8.3 che attacca Soshiro, dal momento che è il combattente più forte della base. Nel frattempo, Reno, Iharu, Haruichi e Aoi tentano di eliminare i kaiju volanti con l’aiuto di Kikoru, a cui è stata assegnata un’ascia come arma personale, forgiata dai resti di cadaveri di honju eliminati in precedenza. Kafka aiuta la squadra con altre informazioni sui kaiju pterosauri. Soshiro continua la battaglia con il kaiju umanoide attirandolo nel centro di allenamento dove riesce quasi a distruggere il suo nucleo. Tuttavia il kaiju umanoide si trasforma aumentando la sua taglia e portando la sua fortitudo a 9.0. |                |                |
| 10       | 10 | Rivelazione 「曝露」 - Bakuro | 15 giugno 2024 | 15 giugno 2024 |
| 10       | 10 | La battaglia di Soshiro contro il kaiju gigante prosegue ma la sua tuta cessa di fornire il rilascio di forza massimo a causa dei danni che sta causando al suo corpo. Durante lo scontro, ricorda quando gli venne detto dal padre e dai suoi superiori di abbandonare la Forza di Difesa perché non abbastanza abile con le armi da fuoco. Con sua sorpresa, tuttavia, Mina gli offrì di unirsi alla sua divisione perché le sue abilità avrebbero potuto rivelarsi utili contro futuri kaiju di taglia inferiore, dal momento che lei non era abbastanza abile con le armi bianche. Soshiro continua a combattere malgrado le ferite, finché il kaiju lo afferra nel suo pugno. Kafka si prepara a trasformarsi per salvarlo ma Mina fa ritorno e con l'aiuto di Kikoru abbatte il mostro. I festeggiamenti della divisione vengono interrotti quando notano che i resti dei kaiju volanti si sono fusi in una bomba capace di distruggere l'intera città. Senza altra scelta, Kafka si trasforma di fronte a tutti, si alza in volo per intercettare la bomba e la scaglia verso l'alto prima che esploda. Avvenuto ciò, Mina e il resto della divisione si dirigono verso Kafka per arrestarlo. |                |                |
| 11       | 11 | La cattura del Kaiju No. 8 「捕らわれた怪獣８号」 - Torawareta kaijū 8-gō | 22 giugno 2024 | 6 luglio 2024  |
| 11       | 11 | I più alti dirigenti della Forza di Difesa, guidati da Isao Shinomiya, ordinano alla Terza Divisione di consegnare Kafka al quartier generale nella base marittima di Ariake. Mentre è detenuto, a Kafka viene detto da Mina che lei e il resto della Terza Divisione non lo vedono come un nemico e che faranno tutto ciò che possono per evitare la sua esecuzione. Mina accetta il desiderio di Kafka di essere al suo fianco affermando che attenderà il suo ritorno. Reno, Iharu, Haruichi e Aoi vengono trasferiti in altre divisioni per migliorare le proprie abilità mentre la base della Terza Divisione viene ricostruita dopo la distruzione da parte dell’altro kaiju umanoide, ora identificato come Kaiju No. 10. Kikoru parla con il padre del risparmiare la vita a Kafka, dal momento che le aveva salvato la vita durante il test attitudinale. Isao, tuttavia, mostra una lastra del petto di Kafka dicendo che il suo cuore è ora diventato un nucleo kaiju, portandolo perciò a non essere più umano. Ad ogni modo, Kikoru dice di credere ancora nell’umanità di Kafka. In seguito, Isao affronta Kafka in una cella contenitiva per eliminarlo. Kafka tenta di evitare di utilizzare la sua forma da kaiju per provare di essere ancora un umano, ma sente provenire dalla tuta dell’avversario un grande potere e capisce che Isao sta utilizzando una tuta potenziata dai resti del Kaiju No. 2. Prima che Isao lo colpisca a morte, Kafka si trasforma completamente e inizia a rispondere agli attacchi. Tuttavia, nelle profondità del suo subconscio, il kaiju misterioso che lo ha infettato prende il controllo del suo corpo e si scaglia contro Isao, mentre Kikoru osserva con orrore. |                |                |
| 12       | 12 | Kafka Hibino 「日比野カフカ」 - Hibino Kafuka | 29 giugno 2024 | 13 luglio 2024 |
| 12       | 12 | Il combattimento tra Kafka e Isao continua con Keiji che nota che Isao sembra stia testando Kafka piuttosto che tentare di ucciderlo. Kikoru capisce che le sue parole hanno fatto breccia nel padre. Kafka diventa più potente, aumenta la sua taglia e inizia a sopraffare Isao. Nel subconscio di Kafka, il kaiju misterioso lo divora e lo fa precipitare in un abisso. Mentre Kafka sta per sferrare il colpo mortale, un’immagine mentale di Mina lo afferra per la mano, dicendogli che lo attenderà, portando Kafka a colpire il suo stesso nucleo, impedendogli di uccidere Isao. Kafka collassa e viene soccorso dai medici. Il resto della Terza Divisione ricorda i contributi di Kafka e spera nel suo ritorno mentre Mina viene convocata al quartier generale per fornire informazioni su Kafka nel ruolo di recluta. Mina loda il suo operato e il suo carattere, ricordando quando l’aveva confortata quando erano giovani. Isao fa visita in ospedale a Kafka e gli spiega la decisione di tenerlo in vita per sfruttare la sua potenza nella Forza di Difesa ma il resto degli altri dirigenti lo vede come un kaiju e lo vuole morto. Egli dice a Kafka di provare il suo valore, chiamandolo per nome. La Terza Divisione riceve la notizia che l’eliminazione di Kafka è stata rimandata. Nel frattempo il Kaiju numero 9 parla con un’altra versione di se stesso per preparare la prossima mossa. |                |                |

### Il giorno libero di Hoshina
| Nº             | Titolo italiano Giapponese 「Kanji」 - Rōmaji                    | In onda       | In onda |
| Nº             | Titolo italiano Giapponese 「Kanji」 - Rōmaji                    | Giapponese    |         |
| 12.5 (Special) | Il giorno libero di Hoshina 「保科の休日」 - Hoshina no kyūjitsu | 5 luglio 2025 |         |

### Seconda stagione
Questa lista è suscettibile di variazioni e potrebbe essere incompleta o non aggiornata.

| Nº serie | Nº | Titolo italiano Giapponese 「Kanji」 - Rōmaji                                    | In onda        | In onda        |
| Nº serie | Nº | Titolo italiano Giapponese 「Kanji」 - Rōmaji                                    | Giapponese     | Italiano       |
| 13       | 1  | L'arma kaiju 「怪獣兵器」 - Kaijū heiki                                          | 19 luglio 2025 | 19 luglio 2025 |
| 14       | 2  | La prova della prossima generazione 「次世代の試練」 - Jisedai no shiren         | 26 luglio 2025 | 26 luglio 2025 |
| 15       | 3  | L'unità più forte 「最強の部隊」 - Saikyō no butai                               | 2 agosto 2025  | 2 agosto 2025  |
| 16       | 4  | L'uomo chiamato Isao Shinomiya 「四ノ宮功という男」 - Shinomiya Isao to iu otoko | 9 agosto 2025  | 9 agosto 2025  |
| 17       | 5  | Voglio diventare più forte 「強くなりたい」 - Tsuyoku naritai                    | 16 agosto 2025 | 16 agosto 2025 |

## Home video

### Giappone
La prima stagione è stata pubblicata in DVD e Blu-ray dal 17 luglio al 16 ottobre 2024.
| N° | Data  | Episodi           | Fonte  |
| -- | ----- | ----------------- | ------ |
| 1  | 1-3   | 17 luglio 2024    | [ 35 ] |
| 2  | 4-6   | 21 agosto 2024    | [ 37 ] |
| 3  | 7-9   | 18 settembre 2024 | [ 38 ] |
| 4  | 10-12 | 16 ottobre 2024   | [ 36 ] |